# 12-12-12: The Concert for Sandy Relief

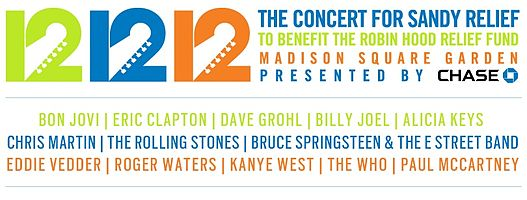
Affiche

12-12-12: The Concert for Sandy Relief est un concert qui eut lieu le 12 décembre 2012 au Madison Square Garden à New York.
Le concert fut organisé pour récolter des fonds en faveur des victimes de l'ouragan Sandy, qui dévasta le nord-est des États-Unis et les Caraïbes à la fin du mois d'octobre 2012 et causa des dommages estimés à 63 milliards de dollars aux États-Unis.
Le concert fut retransmis en direct sur tous les continents, par le biais de la télévision, de la radio et d'internet.
Les revenus de la soirée furent collectés par la Fondation Robin Hood au bénéfice des victimes de l'ouragan à New York, dans le New Jersey et le Connecticut.
De nombreux musiciens participèrent à l'événement dont Bon Jovi, Eric Clapton, Billy Joel, Alicia Keys, Chris Martin, The Rolling Stones, Bruce Springsteen & the E Street Band, Roger Waters, Kanye West, The Who, Paul McCartney et, pour la première fois en 18 ans, Nirvana (Dave Grohl, Krist Novoselic et Pat Smear) (avec Paul McCartney).

## Liste des participants
- Bruce Springsteen & the E Street Band
- Billy Crystal
- Susan Sarandon
- Roger Waters
- Eddie Vedder
- Adam Sandler et Paul Shaffer
- Brian Williams (avec Ben Stiller et Whoopi Goldberg)
- Kristen Stewart
- Bon Jovi
- Brian Williams (avec Tony Danza et Whoopi Goldberg)
- Jon Stewart
- Eric Clapton
- Chelsea Clinton
- Jimmy Fallon
- The Rolling Stones
- Stephen Colbert
- Sean Combs et Olivia Wilde
- Alicia Keys
- Steve Buscemi
- The Who
- Brian Williams (avec Joe Pantoliano et James Gandolfini)
- Chris Rock
- Kanye West
- Brian Williams (avec Jack McBrayer et Jimmy Fallon)
- Seth Meyers avec Bobby Moynihan as "Drunk Uncle"
- Jake Gyllenhaal avec Patricia Farrell
- Billy Joel
- Blake Lively
- Chris Martin de Coldplay
- Katie Holmes et Jason Sudeikis
- Jamie Foxx, Quentin Tarantino et Christoph Waltz
- Paul McCartney, dont une chanson avec Dave Grohl, Krist Novoselic et Pat Smear
- Alicia Keys
- Michael J. Fox  (spectateur).

## Sources
- (en) Cet article est partiellement ou en totalité issu de l’article de Wikipédia en anglais intitulé « 12-12-12: The Concert for Sandy Relief » (voir la liste des auteurs).